# Asclepias pringlei
Asclepias pringlei är en oleanderväxtart som först beskrevs av Jesse More Greenman, och fick sitt nu gällande namn av R. E. Woodson. Asclepias pringlei ingår i släktet sidenörter, och familjen oleanderväxter. Inga underarter finns listade i Catalogue of Life.